# 83982 Crantor
83982 Crantor este o planetă minoră (asteroid) din Centaur. A fost descoperită pe 12 aprilie 2002 la Observatorul Palomar de Near Earth Asteroid Tracking și a fost numită după Crantor⁠(d). 
Obiectul prezintă o orbită caracterizată de o semiaxă mare de 19,408195451556 UAi, o excentricitate de 0,27948, o înclinație de 12,78844 ° în raport cu ecliptica.